# Étude quantitative
 (décembre 2018).
Si vous disposez d'ouvrages ou d'articles de référence ou si vous connaissez des sites web de qualité traitant du thème abordé ici, merci de compléter l'article en donnant les références utiles à sa vérifiabilité et en les liant à la section « Notes et références ».
Une étude quantitative est une analyse qui mesure les comportements ou opinions des consommateurs (grand-public, décideurs dans les entreprises, internautes...).
Les études quantitatives sont utilisées par les industries, les commerçants, les institutions (voire les associations) dans un but précis.  
Par exemple, les fabricants de biscuits vont utiliser les études quantitatives pour connaître un comportement ou son évolution face à un produit de biscuiterie. Alors qu’un département de l’État peut utiliser les études quantitatives pour connaître la volonté des habitants de ce département face à un sujet d’utilité publique. 
Une étude quantitative est parfois précédée par une étude qualitative. En effet, elles sont complémentaires et n’ont pas le même objectif. L’étude qualitative met en avant les comportements et opinions de certains consommateurs, alors que l’étude quantitative mesure la quantité de consommateurs qui ont un certain (même) comportement, afin de se faire une idée concrète de la pensée générale. L'étude quantitative est donc un dénombrement et une validation des hypothèses précédemment définies dans l'étude qualitative. Il n'est cependant pas rare d'effectuer seulement une étude quantitative pour des raisons financières.   

## Les sondages

### Échantillonnage
Les méthodes d’échantillonnage consistent à construire un échantillon d’une population mère afin d’en estimer les caractéristiques et opinions. On distingue 2 catégories de méthodes d’échantillonnage : les méthodes probabilistes et les méthodes non probabilistes (dites également empiriques). 

#### Méthode probabiliste
La méthode probabiliste vise à tirer au hasard  l’échantillon dans la population à analyser, donnant à chaque composante de celle-ci une probabilité connue, non nulle, d’être choisie.
Il existe différentes méthodes parmi les plus connues : le sondage aléatoire simple, le sondage en grappes, le sondage aréolaire, le sondage à plusieurs degrés, le sondage stratifié.
Aléatoire simple
À partir de la base de sondage (ensemble de la population à étudier), les individus sont choisis au hasard par tirage au sort ou bien par tirage systématique, ainsi chacun à la même probabilité d’être sélectionné.
En grappe
Le sondage en grappes revient à choisir plusieurs grappes (ensemble d’individus de la population mère) de façon aléatoire à partir d’une liste établie (composée l’ensemble des grappes), puis à interroger celles sélectionnées.
Aréolaire
Le sondage aréolaire est similaire au sondage en grappes, avec comme particularité la décomposition de la population selon un critère géographique (Il peut s’agir de la région, du département, de la ville, de la rue…). On va ensuite sélectionner de façon aléatoire un échantillon de zones géographiques puis les individus appartenant aux zones retenues seront recensés.
À plusieurs degrés
Le sondage à plusieurs degrés également appelé sondage en cascades consiste à tirer les individus de manière aléatoire et successive à savoir en plusieurs étapes.
Stratifié
Le sondage stratifié revient à découper la population mère en catégories homogènes (en considérant des variables associées au thème de la recherche) au sein desquelles des tirages vont être réalisés. 
Il peut être proportionnel ou non proportionnel, autrement dit l’échantillon peut être représentatif ou non de la population mère.

#### Méthode non probabiliste
La méthode non probabiliste consiste à sélectionner l’échantillon, non pas à partir d’un tirage aléatoire mais basé sur un choix réfléchi d’individus selon des règles définies. 
Échantillons de convenance
Les échantillons de convenance sont les échantillons sélectionnés lors d’une enquête pour des raisons de praticité, d’accessibilité et de coût. Par conséquent celui-ci ne sera pas nécessairement représentatif.
Méthode des itinéraires
La méthode des itinéraires indique aux enquêteurs de façon précise le trajet à suivre dans un secteur donné ainsi que les points de passage où ils devront faire escale afin d’interviewer les individus.
Méthode des quotas
La méthode des quotas vise à étudier un échantillon représentatif de la population mère grâce à une sélection de celui-ci réalisée au préalable à partir de critères tels que le sexe, l’âge, le revenu… Ainsi, les caractéristiques des individus notamment leurs opinions et attitudes seront représentatives de la population mère.

### Questionnaire
Pour mettre en place des études quantitatives, il est important de réaliser un questionnaire. La longueur du questionnaire va influencer le nombre de personnes qui vont accepter d’y répondre. Il faut retenir les questions importantes et de bien les structurer.

#### Les principales catégories de questions
Il existe trois types de questions : les questions ouvertes, fermées, et préformées.
Les questions ouvertes sont utilisées pour recueillir des opinions, attitudes et données complexes : les interrogés sont libres de répondre. 
L’avantage de ce type de question est qu’elles permettent de ne pas influencer le répondant. Un exemple de question ouverte serait :
« Quelles sont vos motivations pour fréquenter un hypermarché ? »
Les questions fermées sont utilisées pour recueillir des données simples : il existe un très petit nombre de réponses, en général, prévisibles. 
L’avantage de ce type de question est qu’elles sont simples à comprendre pour le répondant et simple à traiter pour l’enquêteur. Un exemple de question fermée serait : « Quel est votre âge ? »
Les questions préformées proposent plusieurs réponses aux répondants. L’avantage est la simplicité de traitement et de compréhension.
Un exemple de question préformée serait :
« Selon les propositions suivantes, pour quelle raison avez vous acheté le produit A au magasin B ?" 
- car les prix sont bas
- car c’est proche de mon domicile
- car on y trouve un grand choix de produits
- car on y trouve une bonne ambiance

#### Les erreurs à éviter
Il est important d’éviter plusieurs écueils : les questions trop compliquées, peu claires et ambiguës, non utiles à l’étude ou enfin trop personnelles. Ces types d’écueils peuvent biaiser le questionnaire et les résultats de l’étude.

### La collecte et l'analyse des données
La collecte des données peut se faire de deux manières : avec un enquêteur ou en auto-administration. La collecte des données par enquêteur peut se faire en face à face ou encore au téléphone. Lors de l’auto-administration, l’interrogé lit et répond aux questions seul, soit par voie postale ou via Internet.
L’analyse des données quantitatives se fait par des statistiques. Il existe trois types d’analyse : les analyses univariées, bivariées et multivariées. :
- Les analyses univariées étudient une seule variable
- Les analyses bivariées étudient les relations entre deux variables
- Les analyses multivariées étudient plus de deux variables.

## Les panels
Les panels sont des études quantitatives réalisées de manière continue. Contrairement aux sondages, qui sont une méthode d’observation ponctuelle, les panels sont des études effectuées régulièrement, tout au long d’une période donnée. Concrètement, un panel est un échantillon de personnes ou de magasins, à qui on demande de décrire leurs achats ou leurs ventes toutes les semaines. Ainsi, on peut voir l’évolution des comportements d’achat ou de vente, contrairement aux sondages, avec lesquels on n’observera le comportement qu’à un instant donné. 
Les panels sont utiles pour les marques. Elles peuvent connaître l’évolution de leurs ventes, et les comparer à celles des autres marques concurrentes. De plus, lorsqu’une marque veut se lancer sur un nouveau type de produits par exemple, elle peut d’abord étudier le marché et la concurrence avant de créer son nouveau produit. Les Panels sont également utiles pour les Distributeurs pour connaître les évolutions de leurs part de marché face à celles de leurs concurrents.

### Panels consommateurs
En France, les panels consommateurs sont formés de plusieurs milliers de foyers français. Ces foyers ont été sélectionnés pour correspondre au même découpage démographique que la population française. Par conséquent, il est nécessaire pour les instituts d’études de renouveler ces foyers régulièrement, pour qu’ils soient toujours représentatifs de la population française. 
Les principales sociétés d’études proposant un panel consommateur sont TNS Secodip, TNS Sofres et Nielsen.
Ces différents instituts ne suivent pas les mêmes produits. Les panels consommateurs de TNS Secodip et de Nielsen, mesurent les variations des achats des produits alimentaires, d’entretien, d’hygiène-beauté, et textiles. Alors que le panel de TNS Sofres, mesure les variations d’achats non alimentaires et de services comme le tourisme, les banques et assurances ou encore l’optique par exemple.
Le recueil des données des consommateurs est réalisé par les membres du foyer eux-mêmes :
- Soit ils enregistrent leurs achats chez eux, grâce à une douchette qui reconnaît les produits achetés
- Soit ils présentent leur carte de membre du panel, en magasin lors de l’achat
- Soit ils répondent aux questionnaires envoyés par la société d’études

### Panels distributeurs
Les panels distributeurs sont constitués de plusieurs centaines de points de vente (hypermarchés, supermarchés, pharmacies, grands magasins, grandes surfaces spécialisées), dans toute la France. 
Les principales sociétés d’études proposant des panels distributeurs sont IRI Secodip, Nielsen,  GfK et IMS. 
De même que pour les panels consommateurs, les panels distributeurs des différents instituts ne suivent pas les mêmes types de produits. Les panels d’IRI Secodip et de Nielsen mesurent les variations des ventes des produits de grande consommation (présents en grandes et moyennes surfaces) comme les produits alimentaires, d’entretien, d’hygiène-beauté, et textiles. Alors que le panel distributeur de GfK mesure les variations des ventes des produits durables (présents en grandes surfaces spécialisées) comme les produits d’électroménager, multimédia, d’optique et de bricolage. Le panel IMS quant, à lui, mesure les ventes en Pharmarcies.
Le recueil des données s’effectue par les magasins. Les données sont centralisées et chaque enseigne fournit ces informations aux sociétés d’études. 
Le principal intérêt des panels distributeurs est la fiabilité des données et la rapidité de collecte. Mais le recours au panel est onéreux. Les panels distributeurs indiquent seulement les produits vendus, mais ne donnent pas d’information sur qui achète. C’est pourquoi les panels distributeurs peuvent être complétés par les panels consommateurs. 

### Panels tests
Un panel test est un panel mixte, c’est-à-dire que les données distributeurs sont combinées aux données consommateurs. Ces panels tests existent depuis les années 90. 
En France, le panel test BehaviorScan a été créé par la réunion des panels tests MarketingScan et Scannel en 2011. Il couvre 6 zones géographiques qui ont des caractéristiques presque similaires à la démographie française : Château-Thierry, Sens, Le Mans, Angers, Poitiers et Brive-La-Gaillarde. 
Ce panel indique les achats (données consommateurs) et les ventes (données distributeurs) réalisées dans chaque zone géographique, ainsi que la présence des médias à proximité (télévision, internet, publicité). Il permet donc de relier les actions de communication directement sur les achats des consommateurs.